# Marc-André Wagner
Pour les articles homonymes, voir Wagner.
Marc-André Wagner, né le 24 octobre 1960 et mort le 21 novembre 2010, est un historien du cheval. Il est directeur adjoint du livre et de la lecture au ministère de la culture et de la communication de décembre 2002 à 2007.

## Biographie
Marc-André Wagner est diplômé de l’Institut d’Études Politiques de Paris, et ancien élève de l’École Nationale d’Administration. Il devient administrateur civil pour le ministère de la Culture à sa sortie de l’ENA. En 2003, il passe un doctorat d’études germaniques à l'université Paris IV Sorbonne, et consacre sa thèse au cheval dans les croyances germaniques, laquelle est publiée chez Honoré Champion en 2005. Il exerce ses fonctions de directeur adjoint du livre de 2003 à 2007, auprès de Jean-Sébastien Dupuit, Éric Gross et Benoît Yvert. Il est fait chevalier de l’Ordre National du Mérite le 5 avril 2006, c'est Renaud Donnedieu de Vabres qui lui remet la décoration. En janvier 2008, il devient secrétaire général du centre national du livre.
Atteint d'une grave maladie en 2008, il meurt le 21 novembre 2010 à l’âge de 50 ans,.
L'ouvrage issu de sa thèse, Le cheval dans les croyances germaniques, est « destiné à devenir un ouvrage de référence pour les études germaniques et pour les spécialistes du folklore ». Il a reçu un très bon accueil pour sa rigueur, sa taille et son exhaustivité.